# Alexandre Gemignani
Alexandre Gemignani Ferreira (ur. 26 czerwca 1925 w São Paulo, zm. 8 marca 1998) – brazylijski koszykarz, brązowy medalista olimpijski z Londynu 1948.